# Luís Catarino
Luís Manuel Alves de Campos Catarino (Coimbra, 19 de Dezembro de 1926 - Aveiro, 18 de Março de 2014) foi um advogado e político português. 

## Biografia

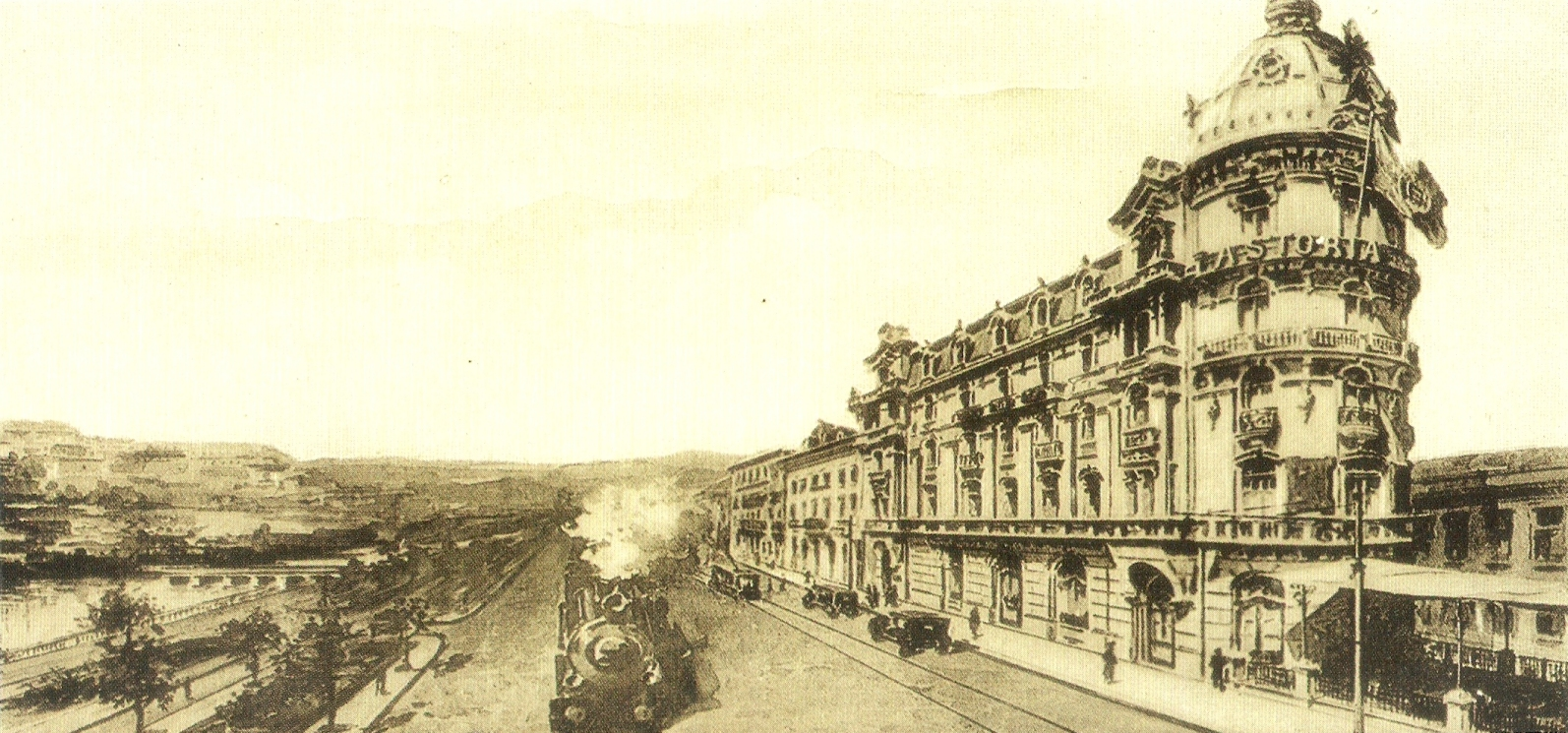
Cidade de Coimbra em 1924.

### Nascimento e formação
Luís Catarino nasceu em 19 de Dezembro de 1926, na cidade de Coimbra Licenciou-se na Faculdade de Direito da Universidade de Coimbra em 17 de Julho de 1950. Durante os seus estudos, foi jogador de andebol de 11, tendo dirigido a divisão de andebol da Associação Académica de Coimbra e colaborado no seu jornal Via Latina, nas páginas do desporto.

### Carreira profissional e política
Trabalhou como delegado do Procurador da República no Arquipélago dos Açores, e nas cidades de Lagos e do Porto. Estabeleceu-se depois no Algarve, onde fez a maior parte da sua carreira política e profissional. Integrou-se na Ordem dos Advogados em 9 de Agosto de 1961, na comarca de Portimão. Começou a exercer advocia nesta cidade ainda em 1961, tendo-se destacado como um dos melhores profissionais desta área na região.
Desde a juventude que iniciou as suas actividades políticas, como opositor do Estado Novo, tendo apoiado a Comissão Nacional de Apoio aos Presos Políticos Portugueses, e em 1958 defendeu a candidatura de Humberto Delgado. Foi um dos fundadores do partido Movimento Democrático Português / Comissão Democrática Eleitoral, no qual exerceu como vice-presidente. Fez parte da Comissão Democrática Eleitoral de Faro nas eleições de 1969, e participou na Comissão Central do III Congresso Democrático de Aveiro da Oposição Democrática, em Abril de 1973. O seu activismo político prosseguiu após a Revolução de 25 de Abril de 1974, tendo continuado a defender os ideais democráticos no Algarve e em Lisboa. Em 1975 foi eleito como deputado do Movimento Democrático Português na Assembleia Constituinte, pela região do Algarve, tendo participado na discussão e criação da Constituição da República Portuguesa. Em 1979, voltou a ser eleito como deputado na Assembleia da República.
Desde 1977, foi por várias vezes eleito para a Assembleia Municipal de Portimão, onde foi presidente entre 1990 e 1993, como representante da Coligação Democrática Unitária.
Também foi por diversas vezes eleito como presidente da direcção e da assembleia geral do Portimonense Sporting Clube e da Associação Naval Infante de Sagres, foi um dos fundadoresdo Clube de Veleiros, e fez parte da direcção do grupo Amigos de Portimão.

### Falecimento e família
Luís Catarino faleceu no Hospital de Aveiro em 18 de Março de 2014, vítima de uma doença prolongada. O corpo ficou em câmara ardente na Igreja de São José, em Coimbra, onde no dia 19 se fez o funeral, sendo depois depositado no Cemitério da Conchada.

## Homenagens
Foi homenageado numa reunião no Hotel Mundial em Lisboa, em 1 de Abril de 2007.
Após o seu falecimento, a Câmara Municipal de Portimão e a Ordem dos Advogados publicaram notas de pesar. Em 2001, foi honrado com a Medalha de Ouro de Mérito Municipal de Portimão, devido aos seus esforços pelo seu extenso trabalho pelo desenvolvimento social e cultural do concelho, e pelas suas actividades políticas em prol da democracia em Portugal.
Em 2009, recebeu uma medalha de honra da Ordem dos Advogados, no âmbito das comemorações do Dia do Advogado.